# Afik Nissim
Pour les articles homonymes, voir Nissim.
Afik Nissim (en hébreu : אפיק ניסים), né le 31 janvier 1981 à Rishon LeZion en Israël, est un joueur israélien de basket-ball. Il évolue au poste d'arrière. Il prend sa retraite sportive en 2022.

## Clubs
- 2001 - 2002 :  Maccabi Rishon LeZion (1er division)
- 2002 - 2003 :  AS Ramat Hasharon (en) (1er division)
- 2003 - 2005 :  Strasbourg (Pro A)
- 2005 - 2006 : 
  -  BC Kiev (1er division)
  - puis  Rostov (Superligue)
- 2006 - 2008 :  Strasbourg (Pro A)
- 2008 - 2010 :  Veroli (en) (Lega Due)
- 2010 - 2011 :  BK Nymburk (NBL)
- 2011 - 2012 :  Ienisseï Krasnoïarsk (PBL)
- 2012 :  KK Krka Novo Mesto (SKL)
- 2012- 2018 :  Hapoël Eilat (BSL)
- 2018-2020 :  Elitzur Yavne (en) (deuxième puis première division)
- 2020-2022 :  Maccabi Rehovot (en) (troisième division)

## Palmarès
- Champion de France Pro A en 2005